# Tamara Gómez Garrido
Tamara Gómez Garrido (Elx, 1991) és una triatleta professional valenciana, considerada com a Esportista d'Alt Nivell.
Va guanyar una medalla de bronze en el Campionat d'Europa de Triatló de Velocitat de 2019. L'any 2010 va guanyar els Campionats Nacionals Júnior, va fer tercera als Campionats Universitaris, i va guanyar la medalla de plata a l'espanyol Campionats d'Espanya Júnior de Duatló. Eixe mateix any també va començar la seua carrera internacional i va participar en tres Copes Elit Europees i en dos campionats júniors. Al Campionat Europeu Junior de Duatló va guanyar la medalla d'or en la prova per equips.
Com Carolina Routier, Tamara resideix al Centre d'Alt Rendiment de Triatló a la Residencia Joaquín Blume de Madrid i estudia veterinària a la Universitat Complutense de Madrid.
Tamara forma part de l'Atletisme Crevillent i del CERR Strands Triathlon i membre de la Federació de Triatló de la Comunitat Valenciana.
L'any 2020 va rebre el premi Talent Jove en la categoria d'Esport.

## Competicions ITU
L'any 2010 Tamara va debutar en ITU, participant en 6 competicions.
Llista de rànquings oficials d'ITU (llevat que indique altra cosa, els esdeveniments següents són de Triatló Distància Olímpica i en categoria d'Elit.
| Data       | Competició                                  | Lloc                    | Posició |
| ---------- | ------------------------------------------- | ----------------------- | ------- |
| 2010-04-30 | Duathlon Campionats europeus (Jove)         | Nancy                   | 14      |
| 2010-04-30 | Duathlon Campionats europeus (Junior/Equip) | Nancy                   | 1       |
| 2010-06-12 | Prima Copa europea                          | Pontevedra              | 26      |
| 2010-07-03 | Campionats europeus (Jove)                  | Athlone                 | 30      |
| 2010-08-15 | Copa europea                                | Geneva                  | DNF     |
| 2010-08-22 | Copa europea                                | Karlovy Vary (Carlsbad) | 15      |
| 2011-04-09 | Copa europea                                | Quarteira               | 23      |
| 2011-04-30 | Cross Triathlon Campionats Mundials (U23)   | Extremadura             | 5       |
| 2011-05-29 | Prima Copa europea                          | Brasschaat              | 26      |